# Drop down
Drop down é uma operação de reorganização societária, por meio do qual uma empresa transfere ativos a uma subsidiária em troca de participação acionária. Não há redução do capital social, mas mera substituição patrimonial. 
De forma mais específica, “estas operações  são comuns nos Estados Unidos e se caracterizam pelo  aumento  de  capital que  uma empresa  faz  em  outra,  na  qual transfere  bens,  direitos  e/ou  obrigações  em  troca  da  participação  societária  com  controle acionário” . O drop down se diferencia da cisão pois não envolve a redução do capital social  ou  extinção  da  empresa  cindida. A essência deste modelo de reestruturação societária está no foco que a empresa dá em um único negócio, ou ainda, apenas segregar um segmento de diversos outros que podem fazer parte de uma mesma empresa.

## Conceito e origem
O drop down tem suas origens no Direito Empresarial norte-americano, no qual as hipóteses de reorganização societária estão vinculadas a sete diferentes delimitações da Seção 368 do Código de Receita Federal dos EUA.
No caso do drop down, segundo Lamêgo (2018, p.47), a operação está inserida na classificação de spin-off, que ocorre através da transferência de parte dos ativos de uma empresa para uma subsidiária, ao tempo em que as ações da subsidiária receptora dos ativos são distribuídas aos acionistas da empresa que aliena os seus ativos, mas sem diminuição das ações que estes já possuíam anteriormente à operação.
Segundo ensina Lobo, “a operação de drop down não ocorre apenas nos projetos de recuperação da sociedade em crise, mas também é utilizada como uma técnica de reestruturação da sociedade que visa uma melhoria na sua gestão.”

## Particularidades
A legislação brasileira tipifica apenas quatro espécies de reestruturação societária: transformação, cisão, fusão e incorporação. Contudo, o drop down diferencia-se dessas operações típicas previstas na legislação brasileira.
“Comparando o drop down com a incorporação, fusão e cisão podem ser identificadas algumas diferenças. Diferente do que ocorre na incorporação regulada pelo art. 227 LSA, na operação de drop down não há absorção de uma sociedade pela outra, não há divisão do patrimônio, mas sim há a conversão de parte ou totalidade do patrimônio em participação societária, sem que haja sua extinção. Quando comparado a fusão regulada pelo art. 228 da Lei das S.A., na operação de drop down não há união de duas ou mais sociedades para formar uma nova.” (Lobo, 2011, p. 122) — ou ainda para destacar um negócio de outro ou de um conglomerado com diversos outros negócios.
Ainda conforme Lobo (2011, p. 122), o drop down diferencia-se da cisão porque esta é uma operação horizontal, em que a destinatária do patrimônio cindido não manterá vínculo com a sociedade, ao passo que, no caso do drop down, há participação societária. Já a transformação é a operação em que a sociedade passa de um tipo para outro, independentemente de liquidação ou dissolução, mantendo-se a pessoa jurídica, o quadro sócios, o patrimônio, os créditos e os débitos.
O drop down encontra-se respaldado pelo artigo 7º da Lei 6.404/1976 (Lei das S.A.), que prevê: “O capital social poderá ser formado com contribuições em dinheiro ou em qualquer espécie de bens suscetíveis de avaliação em dinheiro.”

## Repercussões fiscais
Conforme observa Assumpção (2015):
"Por não haver legislação que normatize os efeitos fiscais da operação de drop down, Fonseca e Garcia (2012) partem da premissa de que o acervo líquido de uma sociedade investidora via drop down justifica a preservação da neutralidade fiscal da operação, de forma que os efeitos havidos na investidora sejam refletidos ou preservados na sociedade investida. Em outras palavras, explicam que a operação societária pretendida, vista de forma isolada, não poderia gerar consequências fiscais diversas daquelas havidas na investidora antes da operação de drop down, apontando como exemplo a preservação do tratamento fiscal dado ao ágio na expectativa de rentabilidade futura na investidora."
Importante observar que nos EUA, "segundo Hanafy (2001), relata-se que as operações sob a Seção n° 355 do Código Tributário americano - chamadas de Spin-off e suas derivações, em que se encontra a operação de drop down - são isentas de tributação. O intuito por trás desse beneficio fiscal é garantir a expansão econômica e a competitividade das empresas na melhoria da produtividade. (CUMMING: MALLIE. 1999)."